# 朱夫峰
46°42′07″N 8°41′33″E / 46.70194°N 8.69250°E

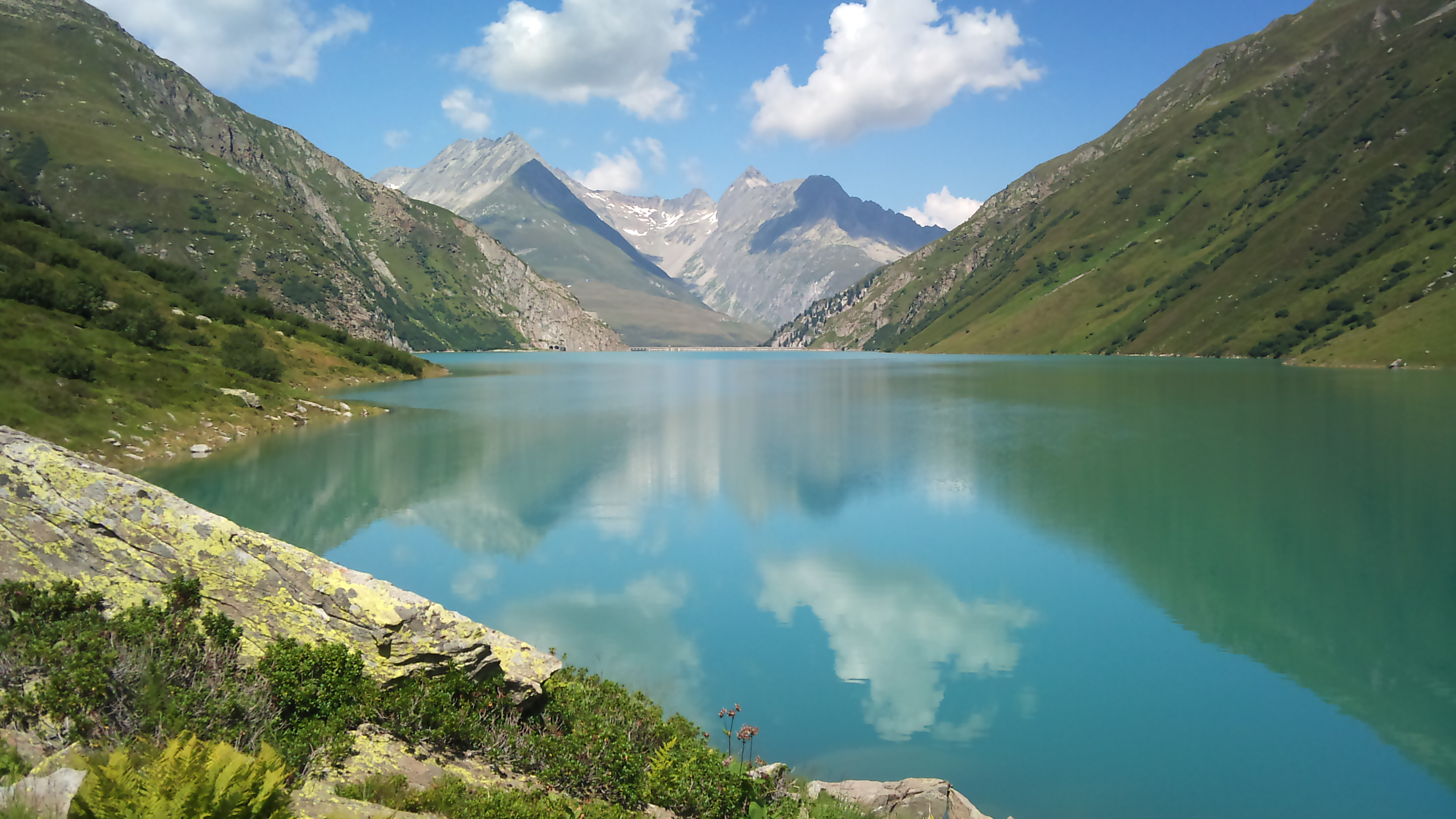

朱夫峰（Piz Giuv），是瑞士的山峰，位於該國東南部，處於烏里州和格勞賓登州之間接壤的邊界，屬於格拉魯斯山的一部分，海拔高度3,096米，每年平均降雨量2,385毫米。

## 外部連結
- Piz Giuv on Summitpost （页面存档备份，存于）
- Piz Giuv on Hikr （页面存档备份，存于）